# Granado
El Granado – gmina w Hiszpanii, w prowincji Huelva, w Andaluzji, o powierzchni 97,55 km². W 2011 roku gmina liczyła 570 mieszkańców.